# 三重村 (京都府)
三重村（みえむら）は、京都府中郡にあった村。現在の京丹後市大宮町の南東部にあたる。

## 地理
- 河川：竹野川

## 歴史
- 1889年（明治22年）4月1日 - 町村制の施行により、森本村・三重村・三坂村・谷内村の区域をもって発足。
- 1927年（昭和2年）3月7日 - 北丹後地震が発生。家屋の多くが押し潰される[1]。
- 1951年（昭和26年）4月1日 - 口大野村・奥大野村・常吉村・周枳村・河辺村と合併して大宮町が発足。同日三重村廃止。

## 交通

### 鉄道路線
村域を日本国有鉄道の宮津線（現・京都丹後鉄道宮豊線）が通過したが、駅は所在しなかった。